# Velarifictorus bolivari
Velarifictorus bolivari är en insektsart som först beskrevs av Boris Petrovich Uvarov 1912.  Velarifictorus bolivari ingår i släktet Velarifictorus och familjen syrsor. Inga underarter finns listade i Catalogue of Life.